# Atherinella lisa
Atherinella lisa är en fiskart som först beskrevs av Meek, 1904.  Atherinella lisa ingår i släktet Atherinella och familjen Atherinopsidae. Inga underarter finns listade.